# سيدة الفاو (قطعة أثرية)
سيدة الفاو تمثال لرأس سيدة من البرونز يعود للقرن الأول قبل الميلاد، عثر عليه في قرية الفاو (عاصمة مملكة كندة) التي تبعد 700 كيلو عن مدينة الرياض عاصمة السعودية في عام 1972م عندما أجرى فريق من جامعة الملك سعود تنقيبات أثرية بإشراف د. عبدالرحمن الأنصاري، تظهر تسريحة المرأة في التمثال كما كانت تبدو عليه تسريحة النساء الرومانيات خلال فترة القرن الأول قبل الميلاد.

## شهرة التمثال
تعرض هذه القطعة الأثرية في معرض "روائع آثار المملكة عبر العصور" الدولي المتنقل في أشهر المتاحف العالمية. كما تعرض في قسم الآثار بـ جامعة الملك سعود في الرياض.